# Dragoco
Dragoco è stata un'azienda tedesca di chimica cosmetica con sede a Holzminden. La Dragoco viene fusa con la Haarmann & Reimer (H&R) nel 2003, formando la Symrise GmbH & Co. KG.

## Storia
Nel 1919 viene fondata dal parrucchiere Carl-Wilhelm Gerberding (1894–1984) la Dragoco („Dragon Company“), commerciando in profumi e saponi. Socio collaboratore fu August Bellmer ed altre 15 persone.
Lo sviluppo notevole della società negli anni '30, portò allo sviluppo di soztanze aromatiche, facendone l'attività principale nei decenni successivi.
Nel 1935 viene acquisita la Heinrich Haensel GmbH & Co. KG, di Gustav Haensel.
Dopo la seconda guerra mondiale i figli Carl-Heinz e Horst Gerberding proseguirono la direzione aziendale.
Seguirono aperture di filiali in tutto il mondo dal 1955.
Nel 1960, Wilhelm Karl Prinz von Preußen diviene direttore della società fino al 1981. Seguì Horst-Otto Gerberding.
Nel 1993 il gruppo Dragoco diventa società per azioni Dragoco Gerberding & Co. AG..
Il 17 luglio 2002 il fondo EQT Partners assume la maggioranza delle azioni dalla famiglia Wallenberg. Con la fusione il 20 febbraio 2003 in Symrise GmbH & Co. KG il fondo  EQT diviene proprietario del 76% delle azioni.